# Anna Grabińska-Łoniewska

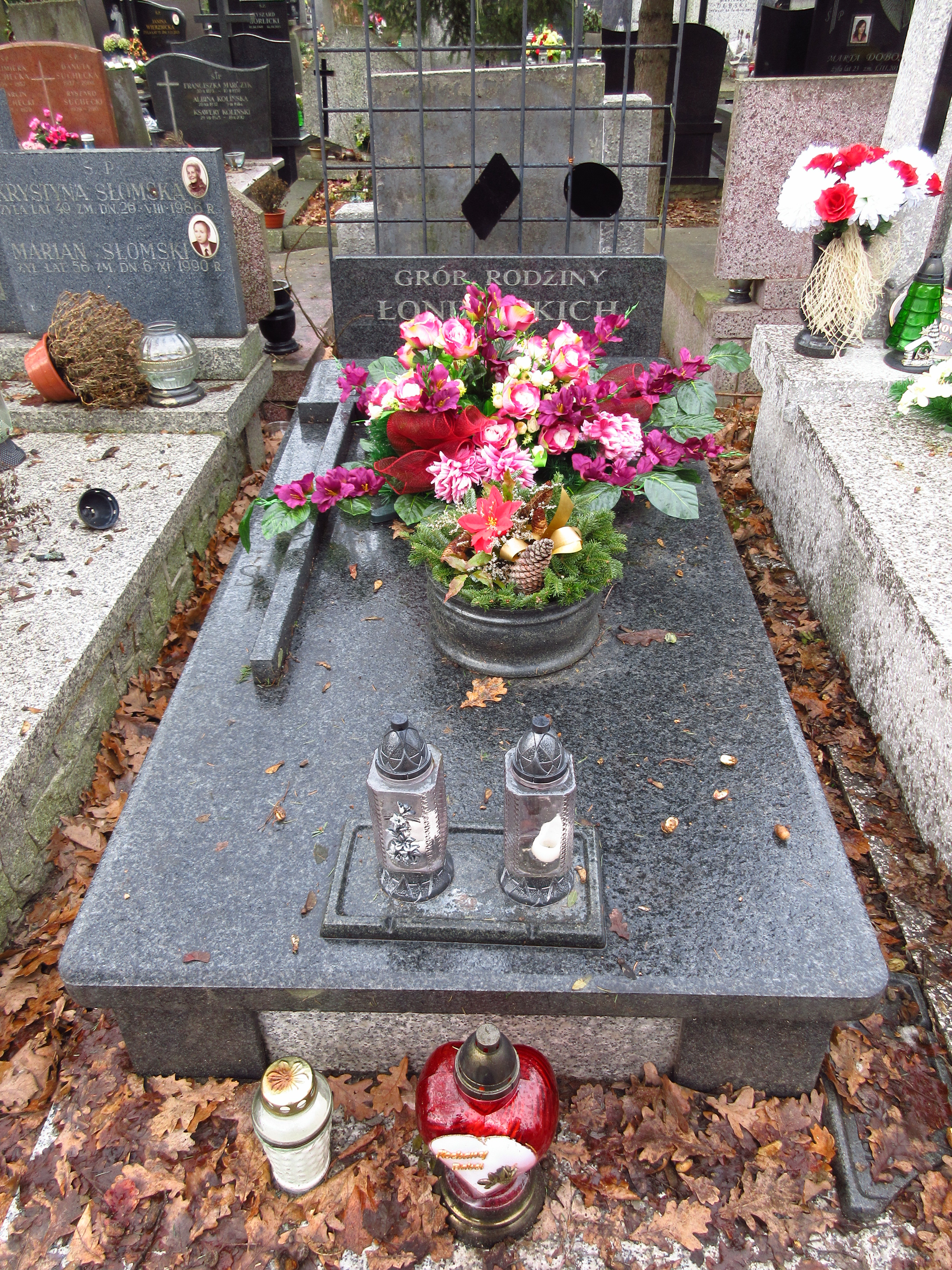
Grób profesor Anny Grabińskiej-Łoniewskiej na Cmentarzu Bródnowskim.

Anna Grabińska-Łoniewska (ur. 7 listopada 1938 w Ostrowcu Świętokrzyskim, zm. 11 grudnia 2021) – polska profesor mikrobiolog, specjalista w zakresie biotechnologii i biologii środowiska.

## Życiorys
Urodziła się w rodzinie o tradycjach ziemiańsko-inteligenckich. Do szkół podstawowych uczęszczała w Ostrowcu Świętokrzyskim, Dąbrowie Górniczej i Gliwicach. Maturę uzyskała w 1955 r. w Liceum Ogólnokształcącym im. S. Sempołowskiej w Warszawie i w tym samym roku rozpoczęła studia na Wydziale Biologii i Nauk o Ziemi Uniwersytetu Warszawskiego. Po ich ukończeniu w 1961 r., rozpoczęła pracę w Katedrze Biologii Sanitarnej na Wydziale Inżynierii Sanitarnej i Wodnej Politechniki Warszawskiej (obecna nazwa: Zakład Biologii Środowiska), gdzie pracowała do przejścia na emeryturę w 2009 r. W 2008 r. otrzymała nominację profesorską.
Jej zainteresowania naukowe dotyczyły m.in.: biodegradacji związków organicznych występujących w ściekach przemysłowych, usuwanie azotu ze ścieków metodą denitryfikacji, usuwanie na drodze biologicznej żelaza, manganu i substancji humusowych z wód przeznaczonych do picia i potrzeb gospodarczych, wykorzystywanie grzybów mikroskopowych do usuwania związków trudno rozkładalnych ze ścieków, procesy mikrobiologiczne zachodzące podczas biotermicznej przeróbki odpadów stałych metodą kompostowania i fermentacji metanowej, przenoszenie przez sieć wodociągową mikroorganizmów chorobotwórczych i oportunistycznie chorobotwórczych, występowanie ww. mikroorganizmów w odciekach ze składowisk odpadów komunalnych i ich migracja do środowiska gruntowo–wodnego.
Była autorką 17 prac przeglądowych, monografii i rozpraw, 100 artykułów naukowych oraz 11 podręczników akademickich. Podczas wieloletniej działalności dydaktycznej prowadziła wykłady z przedmiotów biologia środowiska i ekologia, mikrobiologia ogólna i przemysłowa, mikrobiologia techniczna i biologia środowiska, a także wypromowała 40 magistrów i inżynierów oraz 4 doktorów. 
Pochowana na cmentarzu Bródnowskim w Warszawie (kwatera 48F-1-17).

## Stanowiska
- adiunkt na Politechnice Warszawskiej
- 1991–2001 – adiunkt z habilitacją na Politechnice Warszawskiej
- 2001–2008 – profesor nadzwyczajny Politechniki Warszawskiej
- 2003–2005 – Wicedyrektor Międzywydziałowego Centrum Biotechnologii na Politechnice Warszawskiej
- od 2008 – profesor
- tzw. super recenzent przy kwalifikacji projektów badawczych do finansowania przez Komitet Badań Naukowych i Ministerstwo Nauki i Informatyzacji, sekcje PO4G (2000–2005), sekcja TO9D (2005–2008), sekcja projekty rozwojowe (2006–2008) oraz sekcja projekty specjalne (współpraca międzynarodowa) (2006–2008)[2]

## Członkostwa
- 2003–2006 – członek Rady Naukowej Instytutu Podstaw Inżynierii Środowiska PAN w Zabrzu
- 2007–2009 – członek Rady Ekspertów Miejskiego Przedsiębiorstwa Wodociągów i Kanalizacji w m. st. Warszawa SA
- 2000–2003 – członek National Reporteur International Water Association In Health Related Water Microbiology[2]

## Nagrody, wyróżnienia, odznaczenia
- Złoty Krzyż Zasługi za wyróżniającą się pracę dydaktyczno-wychowawczą (1987)
- Medal Komisji Edukacji Narodowej za szczególne zasługi dla oświaty i wychowania (2007)
- Indywidualna nagroda II stopnia Ministra Nauki i Szkolnictwa Wyższego (1972)
- Indywidualna nagroda Rektora PW (1996)
- Nagroda Zespołowa I stopnia Rektora PW za osiągnięcia dydaktyczne w latach 2011–2012[2]

## Publikacje
- A. Grabińska–Łoniewska, M. Łebkowska, B. Słomczyńska, T. Słomczyński, A. Rutkowska–Narożniak, E. Zborowska: Biologia Środowiska. Warszawa: Seidel–Przywecki Sp. z o.o., 2011. ISBN 978-83-60956-27-4. Brak numerów stron w książce
- A. Grabińska–Łoniewska, E. Siński: Mikroorganizmy chorobotwórcze w ekosystemach wodnych i sieciach wodociągowych. Warszawa: Seidel–Przywecki Sp. z o.o., 2010. Brak numerów stron w książce
- A. Grabińska–Łoniewska: Biologiczne przemiany żelaza i manganu w środowisku oraz w urządzeniach wodociągowych i ciepłowniczych. Warszawa: PZITS, 2000. Brak numerów stron w książce
- A. Grabińska–Łoniewska: Microbial conatmination of drinking water distribution systems: problems and solutions. Warsaw: European Centre of Excellence CEMERA, 2005. Brak numerów stron w książce
- A. Grabińska–Łoniewska, E. Slavikowa. Fungi in denitrification unit biocenosis. „Water Research”. 24, s. 565-572, 1990. DOI: 10.1016/0043-1354(90)90188-C. nr 5.
- Physico-chemical and microbiological characteristic of leachates from Polish municipal landfills. W: A. Grabińska–Łoniewska, A. Kulig, E. Pajor, A. Skalmowski, W. Rzemek, M. Szyłak–Szydłowski: Environmental Engineering. London: Taylor and Francis Group, 2007, s. 327-337. ISBN 978-0-415-40818-9.[2][3]